# فهرست رئیس‌جمهورهای مصر
منصب رئیس‌جمهور مصر، در سال ۱۹۵۳ ایجاد شد. رئیس‌جمهور، رئیس دولت مصر و فرمانده عالی نیروهای مسلح مصر است. رئیس‌جمهور کنونی، عبدالفتاح سیسی است که عملاً از زمان کودتای ۲۰۱۳، کنترل کشور را در دست دارد و در انتخابات ریاست جمهوری ۲۰۱۴، رسماً به عنوان رئیس‌جمهور انتخاب شد.

## فهرست رئیس‌جمهورها
| شماره                                              | تصویر                 | نام (تولد–مرگ)                                                        | انتخابات                 | دوره ریاست      | دوره ریاست                  | دوره ریاست      | حزب سیاسی                       |
| شماره                                              | تصویر                 | نام (تولد–مرگ)                                                        | انتخابات                 | آغاز            | پایان                       | مدت             | حزب سیاسی                       |
| -------------------------------------------------- | --------------------- | --------------------------------------------------------------------- | ------------------------ | --------------- | --------------------------- | --------------- | ------------------------------- |
| جمهوری مصر (۱۸ ژوئن ۱۹۵۳ – ۲۲ فوریه ۱۹۵۸)          |                       |                                                                       |                          |                 |                             |                 |                                 |
| ۱                                                  |                       | محمد نجیب (۱۹۰۱–۱۹۸۴)                                                 | —                        | ۱۸ ژوئن ۱۹۵۳    | ۱۴ نوامبر ۱۹۵۴ (استعفا داد) | ۱ سال، ۱۴۹ روز  | نظامی / هیئت آزادی‌بخش مصر       |
| —                                                  |                       | مجلس فرماندهی انقلاب رئیس: سرهنگ جمال عبدالناصر (۱۹۱۸–۱۹۷۰)           | —                        | ۱۴ نوامبر ۱۹۵۴  | ۲۳ ژوئن ۱۹۵۶                | ۱ سال، ۲۲۲ روز  | نظامی                           |
| ۲                                                  |                       | جمال عبدالناصر (۱۹۱۸–۱۹۷۰)                                            | ۱۹۵۶                     | ۲۳ ژوئن ۱۹۵۶    | ۲۲ فوریه ۱۹۵۸               | ۱ سال، ۲۴۴ روز  | هیئت آزادی‌بخش مصر (تا ۱۹۵۷)     |
|                                                    | —                     | جمال عبدالناصر (۱۹۱۸–۱۹۷۰)                                            | اتحاد ملی                | ۲۳ ژوئن ۱۹۵۶    | ۲۲ فوریه ۱۹۵۸               | ۱ سال، ۲۴۴ روز  |                                 |
| جمهوری متحده عربی (۲۲ فوریه ۱۹۵۸ – ۲ سپتامبر ۱۹۷۱) |                       |                                                                       |                          |                 |                             |                 |                                 |
| ۲                                                  |                       | جمال عبدالناصر (۱۹۱۸–۱۹۷۰)                                            | ۱۹۵۸ ۱۹۶۵                | ۲۲ فوریه ۱۹۵۸   | ۲۸ سپتامبر ۱۹۷۰ (درگذشت)    | ۱۲ سال، ۲۱۸ روز | اتحاد ملی (تا ۱۹۶۲)             |
|                                                    | اتحادیه سوسیالیست عرب | جمال عبدالناصر (۱۹۱۸–۱۹۷۰)                                            | ۱۹۵۸ ۱۹۶۵                | ۲۲ فوریه ۱۹۵۸   | ۲۸ سپتامبر ۱۹۷۰ (درگذشت)    | ۱۲ سال، ۲۱۸ روز |                                 |
| ۳                                                  |                       | انور سادات (۱۹۱۸–۱۹۸۱)                                                | —                        | ۲۸ سپتامبر ۱۹۷۰ | ۱۵ اکتبر ۱۹۷۰               | ۱۷ روز          | اتحادیه سوسیالیست عرب           |
| ۳                                                  | ۱۹۷۰                  | انور سادات (۱۹۱۸–۱۹۸۱)                                                | ۱۵ اکتبر ۱۹۷۰            | ۲ سپتامبر ۱۹۷۱  | ۳۲۲ روز                     |                 | اتحادیه سوسیالیست عرب           |
| جمهوری عربی مصر (۲ سپتامبر ۱۹۷۱ – اکنون)           |                       |                                                                       |                          |                 |                             |                 |                                 |
| ۳                                                  |                       | انور سادات (۱۹۱۸–۱۹۸۱)                                                | ۱۹۷۶                     | ۲ سپتامبر ۱۹۷۱  | ۶ اکتبر ۱۹۸۱ (ترور شد)      | ۱۱ سال، ۸ روز   | اتحادیه سوسیالیست عرب (تا ۱۹۷۸) |
|                                                    | حزب دموکراتیک ملی     | انور سادات (۱۹۱۸–۱۹۸۱)                                                | ۱۹۷۶                     | ۲ سپتامبر ۱۹۷۱  | ۶ اکتبر ۱۹۸۱ (ترور شد)      | ۱۱ سال، ۸ روز   |                                 |
| —                                                  |                       | صوفی ابو طالب (۱۹۲۵–۲۰۰۸) موقت                                        | —                        | ۶ اکتبر ۱۹۸۱    | ۱۴ اکتبر ۱۹۸۱               | ۸ روز           | حزب دموکراتیک ملی               |
| ۴                                                  |                       | حسنی مبارک (۱۹۲۸–۲۰۲۰)                                                | ۱۹۸۱ ۱۹۸۷ ۱۹۹۳ ۱۹۹۹ ۲۰۰۵ | ۱۴ اکتبر ۱۹۸۱   | ۱۱ فوریه ۲۰۱۱ (استعفا داد)  | ۲۹ سال، ۱۲۰ روز | حزب دموکراتیک ملی               |
| —                                                  |                       | شورای عالی نیروهای مسلح مصر رئیس: فیلد مارشال محمد طنطاوی (۱۹۳۵–۲۰۲۱) | —                        | ۱۱ فوریه ۲۰۱۱   | ۳۰ ژوئن ۲۰۱۲                | ۱ سال، ۱۴۰ روز  | نظامی                           |
| ۵                                                  |                       | محمد مرسی (۱۹۵۱–۲۰۱۹)                                                 | ۲۰۱۲                     | ۳۰ ژوئن ۲۰۱۲    | ۳ ژوئیه ۲۰۱۳ (برکنار شد)    | ۱ سال، ۳ روز    | حزب آزادی و عدالت               |
| —                                                  |                       | عدلی منصور (زاده ۱۹۴۵) موقت                                           | —                        | ۴ ژوئیه ۲۰۱۳    | ۸ ژوئن ۲۰۱۴                 | ۳۳۹ روز         | مستقل                           |
| ۶                                                  |                       | عبدالفتاح سیسی (زاده ۱۹۵۴)                                            | ۲۰۱۴ ۲۰۱۸ ۲۰۲۳           | ۸ ژوئن ۲۰۱۴     | متصدی                       | ۱۰ سال، ۲۸۳ روز | مستقل                           |